# Rada Tilly
Rada Tilly è un comune dell'Argentina ed è situato nel dipartimento di Escalante, in provincia di Chubut.